# Les Contes pervers de l'Arétin
Pour plus de détails, voir Fiche technique et Distribution.
Les Contes pervers de l'Arétin (...e si salvò solo l'Aretino Pietro, con una mano davanti e l'altra dietro...) est une comédie érotique italienne du sous-genre decamerotico réalisée par Silvio Amadio et sortie en 1972.

## Synopsis
Les trois filles de Madonna Violante : Nanna, Concetta et Fiorenza n'ont qu'une idée en tête : s'amuser le plus possible avec les hommes. Apprenant que l'un des paysans de la maison, un certain Torello, est puissant, séduisant et très bien bâti, Concetta l'héberge. Pendant ce temps, Fiorenza, faisant croire à son mari qu'elle est absente pour pénitence, jouit des faveurs de Fra Crispino ; Nanna les rejoint également quelques jours plus tard, mais est déçue parce que le frère s'est émasculé lui-même pour la pénitence.
Mécontente, elle retourne auprès de son mari Alfiuccio, qu'elle trompe bientôt en se donnant à trois amis, puis à Fra' Fazio, après s'être déclarée morte. Après Fra' Fazio, Nanna satisfait tous les autres frères jusqu'à ce qu'elle tombe enceinte ; c'est alors qu'elle décide de « revenir à la vie » et de tromper Alfiuccio.

## Fiche technique
- Titre français : Les Contes pervers de l'Arétin ou Les Contes pervers d'Aretino[1]
- Titre original italien : ...e si salvò solo l'Aretino Pietro, con una mano davanti e l'altra dietro...[2]
- Réalisateur : Silvio Amadio
- Scénario : Enrico Bomba
- Photographie : Antonio Modica
- Montage : Cesare Bianchini
- Musique : Vittorio Stagni (it), Elio Maestosi
- Décors : Giovanni Fratalocchi
- Société de production : Cinematografica Vascello
- Pays de production :  Italie
- Langue originale : italien
- Format : Couleurs par Telecolor - 2,35:1 - Son mono - 35 mm
- Durée : 85 minutes
- Genre : comédie érotique italienne, decamerotico
- Dates de sortie :
  - Italie : 19 août 1972

## Distribution
- Carla Brait (it) : Olimpia
- Giorgio Favretto (it) : fra' Fazio
- Vincenzo Ferro (it) : ser Alfiuccio da Candelusa
- Franca Gonella : Nanna
- Dorit Henke (it) : Fiorenza
- Elisa Mainardi : Violante
- Gino Milli (it) : Guidotto, serviteur de Fiorenza
- Ivana Novak : Concetta
- Amelio Perbellini : Giammattista
- Renzo Rinaldi (it) : Frère Crispino
- Piero Maria Rossi : Frère Raffaello
- Silvio Spaccesi (it) : ser Cecco, mari de Fiorenza
- Gabriele Villa : Pierre l'Arétin